# Нагибинское сельское поселение (Ростовская область)
Нагибинское сельское поселение — муниципальное образование в Чертковском районе Ростовской области России.
Административный центр поселения — хутор Нагибин.

## Административное устройство
В состав Нагибинского сельского поселения входят:
- хутор Нагибин;
- хутор Осиново;
- село Тихая Журавка.

## Население
| 2010  | 2012  | 2013  | 2014  | 2015  | 2016  | 2017  |
| ----- | ----- | ----- | ----- | ----- | ----- | ----- |
| 1576  | ↘1546 | ↘1544 | ↘1494 | ↘1490 | ↘1464 | ↗1468 |
| 2018  | 2019  | 2020  | 2021  |       |       |       |
| ↘1447 | ↘1423 | ↗1429 | ↘1427 |       |       |       |